# Takamatsu Toshitsugu
Takamatsu Toshitsugu (高松 寿嗣, 1889–1972) war ein japanischer Kampfkünstler und Lehrer des Bujinkan-Gründers Masaaki Hatsumi. Er wurde von Bujinkan-Lehrer Wolfgang Ettig „Der letzte Shinobi“ genannt.　

## Biografie
Takamatsu wurde am 10. März 1889 in Akashi, Präfektur Hyōgo, geboren. Auch bekannt als Mōko no Tora (蒙古の虎, mongolischer Tiger), wird er von Mitgliedern der Bujinkan-Organisation als Meister der Kampfkünste zugeschrieben. Hatsumi berichtet, dass Takamatsu im Alter von 21 Jahren durch die Mongolei nach China reiste, Kampfkünste lehrte und eine Reihe von Schlachten auf Leben und Tod kämpfte. Er war mit Uno Tane verheiratet. Sie adoptierten ein Mädchen namens Yoshiko. Sein Vater (Takamatsu Gishin Yasaburo) besaß eine Streichholzfabrik und erhielt den Titel Dai-Ajari (Meister) im Kumano Shugendo (eine Art Shingon-Buddhismus). Sein Dojo wurde „Sakushin“ (Kultivierender Geist) genannt. Sein Haus stand vor dem Kashihara-Schrein in Kashihara, Nara. Takamatsu starb am 2. April 1972 an einer Krankheit. Sein Erbe war Masaaki Hatsumi, der das Bujinkan-System und seine Kunst des Bujinkan Budo Taijutsu begründete, und Shoto Tanemura, der das Genbukan Ninpo Bugei-System gründete.